# マゴメド・マゴメドケリモフ
マゴメド・マゴメドケリモフ（ロシア語: Магомед Магомедкеримов、英語: Magomed Magomedkerimov、1990年1月10日 - ）は、ロシアの男性総合格闘家。ダゲスタン共和国アグヴァリ出身。アメリカン・トップチーム所属。PFLウェルター級トーナメント2018・2023王者。

## 来歴
ロシアのダゲスタン共和国アグヴァリで生まれ、幼少期からパンクラチオン、近接格闘術、ムエタイを経験。17歳の時にマハチカラへ移住し、ダゲスタン州立教育大学ではスポーツとコーチングの学部を専攻した。その後、パンクラチオンの世界選手権、近接格闘術の国際トーナメント、ムエタイのタイ選手戦、空道の欧州選手権で優勝した。2008年、プロ総合格闘技デビュー。

### PFL
2018年7月5日、PFL 3のウェルター級トーナメント・レギュラーシーズン1回戦でハーマン・テラドと対戦し、リアネイキドチョークで1R一本勝ちを収め6ポイントを獲得。8月16日、PFL 6でボヤン・ベリチコビッチと対戦し、3-0の判定勝ちを収め3ポイントを獲得し、合計9ポイントでプレーオフ進出を果たした。
2018年10月20日、PFL 10のウェルター級トーナメント準々決勝でパベル・クッシュと対戦し、3-0の判定勝ち。続く準決勝でボヤン・ベリチコビッチと再戦し、スタンドパンチ連打で2RTKO勝ちを収め決勝に進出した。12月31日、PFL 11のウェルター級トーナメント決勝でレイ・クーパー3世と対戦し、ギロチンチョークで2R一本勝ちを収め優勝を果たした。
2019年5月9日、PFL 1のウェルター級トーナメント・レギュラーシーズン1回戦でジョン・ハワードと対戦し、ギロチンチョークで1R一本勝ちを収め6ポイントを獲得した。7月11日、PFL 4のウェルター級トーナメント・レギュラーシーズン2回戦でクリス・カーティスと対戦し、3-0の判定勝ちを収め3ポイントを獲得し、合計9ポイントでプレーオフ進出を果たした。
2019年10月11日、PFL 7のウェルター級トーナメント準々決勝でクリス・カーティスと再戦し、3-0の判定勝ちを収め準決勝へ進出したが、試合後に体調不良を起こしたためトーナメントから辞退した。
2021年8月13日、PFL 7のウェルター級トーナメント準決勝でサディブー・シーと対戦し、3-0の判定勝ち。10月27日、PFL 10のウェルター級トーナメント決勝でレイ・クーパー3世と再戦し、優勢に試合を進めたものの右フックでダウンを奪われパウンドで逆転の3RKO負け。リベンジを許し、トーナメント準優勝に終わった。
2023年4月14日、PFL 3のウェルター級トーナメント・レギュラーシーズン1回戦でベン・エグリと対戦し、右ハイキックで1RTKO勝ちを収め6ポイントを獲得。6月23日、PFL 6でダビッド・ザワダと対戦し、右ストレートでダウンを奪いパウンドで1RTKO勝ちを収め6ポイントを獲得し、合計12ポイントでプレーオフ進出を果たした。
2023年8月23日、PFL 9のウェルター級トーナメント準決勝でソロモン・レンフロと対戦し、3-0の判定勝ち。11月24日、PFL 10のウェルター級トーナメント決勝でサディブー・シーと再戦し、ギロチンチョークで3R一本勝ちを収め優勝を果たし、優勝賞金100万ドル（約1億5000万円）を獲得した。

## 戦績
| 総合格闘技 戦績 | 総合格闘技 戦績 | 総合格闘技 戦績 | 総合格闘技 戦績 | 総合格闘技 戦績 | 総合格闘技 戦績 | 総合格闘技 戦績 |
| --------------- | --------------- | --------------- | --------------- | --------------- | --------------- | --------------- |
| 40 試合         | (T)KO           | 一本            | 判定            | その他          | 引き分け        | 無効試合        |
| 34 勝           | 13              | 10              | 11              | 0               | 0               | 0               |
| 6 敗            | 1               | 3               | 2               | 0               | 0               | 0               |

| 勝敗 | 対戦相手                   | 試合結果                             | 大会名                                                               | 開催年月日     |
| ○    | サディブー・シー           | 3R 1:17 ギロチンチョーク             | PFL 10 【2023年PFLウェルター級トーナメント決勝】                     | 2023年11月24日 |
| ○    | ソロモン・レンフロ         | 5分3R終了 判定3-0                    | PFL 9 【2023年PFLウェルター級トーナメント準決勝】                    | 2023年8月23日  |
| ○    | ダビッド・ザワダ           | 1R 3:54 TKO（右ストレート→パウンド） | PFL 6 【2023年PFLウェルター級トーナメント・レギュラーシーズン2回戦】 | 2023年6月23日  |
| ○    | ベン・エグリ               | 1R 1:03 TKO（右ハイキック）          | PFL 3 【2023年PFLウェルター級トーナメント・レギュラーシーズン1回戦】 | 2023年4月14日  |
| ○    | グレイゾン・チバウ         | 5分3R終了 判定3-0                    | PFL 10                                                               | 2022年11月25日 |
| ○    | ディラノ・テイラー         | 2R 3:26 TKO（スタンドパンチ連打）    | PFL 6                                                                | 2022年7月1日   |
| ×    | レイ・クーパー3世          | 3R 3:02 KO（右フック→パウンド）      | PFL 10 【2021年PFLウェルター級トーナメント決勝】                     | 2021年10月27日 |
| ○    | サディブー・シー           | 5分3R終了 判定3-0                    | PFL 7 【2021年PFLウェルター級トーナメント準決勝】                    | 2021年8月13日  |
| ○    | カーティス・ミレンダー     | 1R 1:57 エゼキエルチョーク           | PFL 5                                                                | 2021年6月17日  |
| ○    | クリス・カーティス         | 5分2R終了 判定3-0                    | PFL 7 【2019年PFLウェルター級トーナメント準々決勝】                  | 2019年10月11日 |
| ○    | クリス・カーティス         | 5分3R終了 判定3-0                    | PFL 4 【2019年PFLウェルター級トーナメント・レギュラーシーズン2回戦】 | 2019年7月11日  |
| ○    | ジョン・ハワード           | 1R 4:54 ギロチンチョーク             | PFL 1 【2019年PFLウェルター級トーナメント・レギュラーシーズン1回戦】 | 2019年5月9日   |
| ○    | レイ・クーパー3世          | 2R 2:18 ギロチンチョーク             | PFL 11 【2018年PFLミドル級トーナメント決勝】                         | 2018年12月31日 |
| ○    | ボヤン・ベリチコビッチ     | 2R 3:13 TKO（スタンドパンチ連打）    | PFL 10 【2018年PFLミドル級トーナメント準決勝】                       | 2018年10月20日 |
| ○    | パベル・クッシュ           | 5分2R終了 判定3-0                    | PFL 10 【2018年PFLミドル級トーナメント準々決勝】                     | 2018年10月20日 |
| ○    | ボヤン・ベリチコビッチ     | 5分3R終了 判定3-0                    | PFL 6 【2018年PFLウェルター級トーナメント・レギュラーシーズン2回戦】 | 2018年8月16日  |
| ○    | ハーマン・テラド           | 1R 4:54 リアネイキドチョーク         | PFL 3 【2018年PFLウェルター級トーナメント・レギュラーシーズン1回戦】 | 2018年7月5日   |
| ○    | ボビー・クーパー           | 5分3R終了 判定2-1                    | WSOF 33                                                              | 2016年10月7日  |
| ○    | アルテム・ショカロ         | 5分3R終了 判定3-0                    | Kunlun Fight: Kunlun MMA 4                                           | 2015年10月4日  |
| ○    | セイフラ・ヤクボフ         | 1R 4:36 ノースサウスチョーク         | Derbent FC 4                                                         | 2015年6月25日  |
| ×    | ヴィタリー・ビグダシュ     | 3R 4:20 リアネイキドチョーク         | ProFC 57: New Era                                                    | 2015年3月29日  |
| ○    | ハサンホン・バラトフ       | 1R 1:23 肩固め                       | Octagon Fighting Sensation 2                                         | 2014年10月17日 |
| ×    | ベスラン・イサエフ         | 5分3R終了 判定1-2                    | ACB 9 【2014年ACBウェルター級グランプリ決勝】                        | 2014年6月22日  |
| ○    | ダニヤル・ババクロフ       | 2R 1:57 TKO（パウンド）              | ACB 7 【2014年ACBウェルター級グランプリ準決勝】                      | 2014年5月18日  |
| ○    | イブラギム・ティビロフ     | 5分3R終了 判定3-0                    | ACB 5 【2014年ACBウェルター級グランプリ準々決勝】                    | 2014年4月6日   |
| ○    | イスラム・ヤシャエフ       | 1R 0:15 TKO（ドクターストップ）      | ACB 2 【2014年ACBウェルター級グランプリ・ラウンド16】                | 2014年3月9日   |
| ○    | ウェジマール・ザビエル     | 2R 2:20 TKO（パウンド）              | Fight Nights Global 22                                               | 2013年12月7日  |
| ○    | セイフラ・ヤクボフ         | 1R ノースサウスチョーク              | Way Of The Warrior 3                                                 | 2013年5月31日  |
| ○    | ニコライ・カルパチョフ     | 1R 1:19 TKO（パウンド）              | Emperor Fighting Championship 3                                      | 2013年3月26日  |
| ○    | エフゲニー・ゴンタレフ     | 1R 2:26 KO（パンチ）                 | Fight Riot 1                                                         | 2013年1月25日  |
| ○    | チアゴ・ヴェラ             | 1R 4:21 TKO（パンチ連打）            | Abu Dhabi Warriors 1                                                 | 2012年11月2日  |
| ×    | アダム・ハリエフ           | 5分3R終了 判定0-3                    | S-70: Plotforma Cup 2012 【S-70ミドル級決勝】                        | 2012年8月11日  |
| ○    | セルゲイ・ファウストフ     | 1R 3:30 ギロチンチョーク             | Derbent FC 3                                                         | 2012年7月13日  |
| ○    | スタニスラフ・モロドツォフ | 5分3R終了 判定2-1                    | S-70: Russian Grand Prix 2011 (Stage 4) 【S-70ミドル級準決勝】       | 2012年5月25日  |
| ○    | アナトリー・トコフ         | 1R 1:07 KO（パンチ）                 | S-70: Russian Grand Prix 2011 (Stage 1) 【S-70ミドル級準々決勝】     | 2011年12月22日 |
| ×    | バフティヤル・アバソフ     | 2R 4:20 リアネイキドチョーク         | ProFC 33 【ProFCミドル級決勝】                                       | 2011年9月26日  |
| ○    | ラトミル・カラツコフ       | 1R 4:50 TKO（パンチ連打）            | ProFC 33 【ProFCミドル級準決勝】                                     | 2011年9月26日  |
| ○    | セルゲイ・シロフ           | 2R 0:47 KO（パンチ連打）             | Pankration Cup Of Call 2011                                          | 2011年2月12日  |
| ×    | タラス・ピクニク           | 1R 3:25 ヒールフック                 | ProFC 20                                                             | 2010年11月21日 |
| ○    | ヴィクトル・クズメンコ     | 1R 1:25 リアネイキドチョーク         | M-1: Ukrainian Selection 2010                                        | 2010年11月6日  |
| ○    | ヴィタリー・カリニュク     | 1R 2:50 腕ひしぎ十字固め             | Trofeu Feira 14                                                      | 2008年8月22日  |

## 獲得タイトル
- PFLウェルター級トーナメント優勝（2018年・2023年）